# Friedrich Justin Bertuch
Friedrich Justin Bertuch, né le 30 septembre 1747 à Weimar et mort le 3 avril 1822 dans la même ville, est un écrivain et mécène allemand. Il a fondé en 1776 avec le peintre Georg Melchior Kraus l'École princière de dessin de Weimar.

## Biographie
Élève de l'université d'Iéna, il compose quelques poèmes puis fait connaître en Allemagne la littérature étrangère.
En 1785, il fonde avec Christoph Martin Wieland et Christian Gottfried Schütz le Journal général de la littérature, en 1800 les Éphémérides géographiques et en 1804, l'Institut géographique de Weimar.

## Œuvres

### Traductions
On lui doit des traductions d'ouvrages français et espagnols, notamment :
- du Don Quichotte (avec la continuation d'Avellaneda)
- de De la poésie dramatique de Marmontel

### Publications
- La Bibliothèque bleue (1790-1800), recueil de contes de fées, qui obtint une immense popularité
- Le Bilderbuch ou livres d'images (1790-1815), vaste collection d'estampes avec un texte instructif à l'usage des enfants (ce livre a été mis en latin sous le titre de Novus orbis pictus).
- Le Magasin de la littérature espagnole et portugaise (1780-1782) (avec Seckendorf et Zanthier)
- Manuel de la langue espagnole (1790)
- Polyxena (1775)
- Bilderbuch für Kinder (1790)